# Гомту (футбольний клуб)
Рігжунг (англ. Gomtu Football Club) — бутанський футбольний клуб з однойменного міста, який виступав А-Дивізіоні, вищому дивізіоні чемпіонату Бутану, але в 2012 році А-Дивізіон змінила Національна ліга Бутану. Домашні матчі проводить на столичному стадіоні «Чанглімітанг».

## Історія
Вступали в сезоні 2001 року, хоча неясно, чи вони виступали в попередньому сезоні, або пройшли через плей-оф до Ліги Тхімпу вище вказаного сезону, «Гомту» потрапили в групу Б разом із «Самце» та «Друк Стар». В обох матчах команда програла, з рахунком 0:1 другій команді групи «Самце» та 0:5 переможцю групи «Друк Стар», зайнявши п’яте місце в підсумковій таблиці (оскільки «Паро» мав гіршу різницю забитих і пропущених м’ячів) і не пройшов до півфіналу. Невідомо, чи виступала команда по завершенні сезону, оскільки відсутні дані про те, щоб вони змагалися в будь-якому майбутньому сезоні, за які збереглися дані.